# Championnat de Yougoslavie de football 1928
Navigation
Saison précédente Saison suivante
La saison 1928 du championnat de Yougoslavie de football était la sixième édition du championnat de première division en Yougoslavie. Six clubs prennent part à la compétition et sont regroupés en une poule unique où ils affrontent une seule fois tous leurs adversaires.
C'est le club de Građanski qui remporte la compétition, en terminant en tête du classement final du championnat avec trois points d'avance sur un duo composé du BSK Belgrade et du tenant du titre, le Hajduk Split. C'est le 3e titre de champion de Yougoslavie de l'histoire du club, qui se qualifie en compagnie du BSK Belgrade pour les quarts de finale de la Coupe Mitropa.

## Les clubs participants
| - HASK Zagreb - SAŠK Sarajevo - Hajduk Split - BSK Belgrade - SK Jugoslavija - Građanski |

## Compétition

### Classement
Le classement est effectué en utilisant le barème classique (victoire à 2 points, match nul un point, défaite zéro point).
| Rang | Équipe           | Pts | J | G | N | P | Bp | Bc | Diff |
| ---- | ---------------- | --- | - | - | - | - | -- | -- | ---- |
| 1    | Građanski        | 9   | 5 | 4 | 1 | 0 | 12 | 3  | +9   |
| 2    | Hajduk Split (T) | 6   | 5 | 2 | 2 | 1 | 13 | 7  | +6   |
| 3    | BSK Belgrade     | 6   | 5 | 3 | 0 | 2 | 12 | 15 | -3   |
| 4    | SAŠK Sarajevo    | 5   | 5 | 2 | 1 | 2 | 10 | 7  | +3   |
| 5    | HAŠK Zagreb      | 2   | 5 | 1 | 0 | 4 | 10 | 16 | -6   |
| 6    | SK Jugoslavija   | 2   | 5 | 0 | 2 | 3 | 5  | 14 | -9   |

|  | Qualification pour la Coupe Mitropa 1928 |
|  | (T) : Tenant du titre                    |

- Pour une raison inconnue, c'est le BSK Belgrade et non le Hajduk Split qui se qualifie pour la Coupe Mitropa.

## Bilan de la saison
| Championnat de Yougoslavie de football 1928                             |                      |
| Champion                                                                | Građanski (3e titre) |
| Qualifications continentales                                            |                      |
| Coupe Mitropa 1928                                                      | Građanski            |
| Coupe Mitropa 1928                                                      | BSK Belgrade         |
| Promotions et relégations                                               |                      |
| Promus en Prva Liga                                                     | Aucun                |
| Relégués en Championnat de Yougoslavie de football de deuxième division | Aucun                |